# Machimus coastils
Machimus coastils är en tvåvingeart som beskrevs av Oskar Theodor 1980. Machimus coastils ingår i släktet Machimus och familjen rovflugor. Inga underarter finns listade i Catalogue of Life.